# コットン・フィッツシモンズ
ローウェル・"コットン"・フィッツシモンズ (Lowell "Cotton" Fitzsimmons, 1931年10月7日 - 2004年7月24日) は、アメリカ合衆国のバスケットボール指導者。ミズーリ州ハンニバル出身。

## 経歴
カレッジチームのヘッドコーチを始めとし、アメリカ男子プロバスケットボールリーグNBAでフェニックス・サンズなど5チームで、21シーズンの長きに亘ってヘッドコーチを務め、NBA通算では、レギュラーシーズンでは1607試合を指揮し、832勝755敗(0.518)を残し、1979年と1989年にNBA最優秀コーチ賞に選ばれているが、プレイオフではNBAファイナルの出場経験はない。2021年に貢献者部門でバスケットボール殿堂入りを果たした。